# Robert Poujade
Robert Poujade (6. května 1928 – 8. dubna 2020) byl francouzský politik. V letech 1971 – 1974 byl francouzským ministrem životního prostředí.